# Écosocialisme
Ne doit pas être confondu avec Social-écologie ou Écologie sociale (théorie philosophique).
 (février 2025).
L'écosocialisme (parfois appelé « socialisme vert ») est une idéologie politique née dans les années 1970, qui concilie les revendications de l'écologisme et du marxisme. Il émane du postulat que la protection de l'environnement est inconciliable avec le capitalisme, dont les modes de production sont avant tout guidés par la recherche de croissance et la valeur d'échange, et du principe que le socialisme représente la seule alternative à ce système économique. Ce courant de pensée a évolué au travers de ses interactions avec d'autres tendances de l'écologie politique, telles que la social-écologie, l'écologie sociale, l'écoféminisme, l'écologie profonde, le courant de la décroissance et l'altermondialisme.
D'après l'économiste Michel Husson, l'écosocialisme se caractérise par l'ampleur des mutations que ses tenants jugent nécessaires d'opérer pour freiner le réchauffement climatique. Il s'agit en effet d'un programme révolutionnaire, qui vise à lier l'action écologiste à de vastes projets politiques comme la socialisation des moyens de production, la redistribution des richesses et l'instauration d'une démocratie participative. Suivant l'analyse proposée par l'écosocialisme, le système capitaliste étant inséparable d'une recherche de croissance destructrice de l'environnement, toute tentative de le réformer, notamment par la mise en place d'une « taxe carbone » ou d'un « marché du carbone », apparaît comme une solution temporaire. Puisque les causes de la crise climatique remontent aux fondements même du capitalisme, celui-ci doit nécessairement être dépassé.
Plus qu'une simple reprise du marxisme, l'écosocialisme intègre des critiques du productivisme et de l'autoritarisme des régimes qui se sont revendiqués du socialisme ou du communisme au cours du XXe siècle. Mais, il exclut au passage l'anti-intellectualisme souvent prôné par les partisans de l'écologie profonde au nom d'un « retour à la nature », de même que le projet, caractéristique des socialistes libertaires, de remplacer le capitalisme par des alternatives locales. Il constitue par conséquent une proposition politique qui se veut à la fois critique et globale.

## Doctrine

### L'impossible capitalisme vert

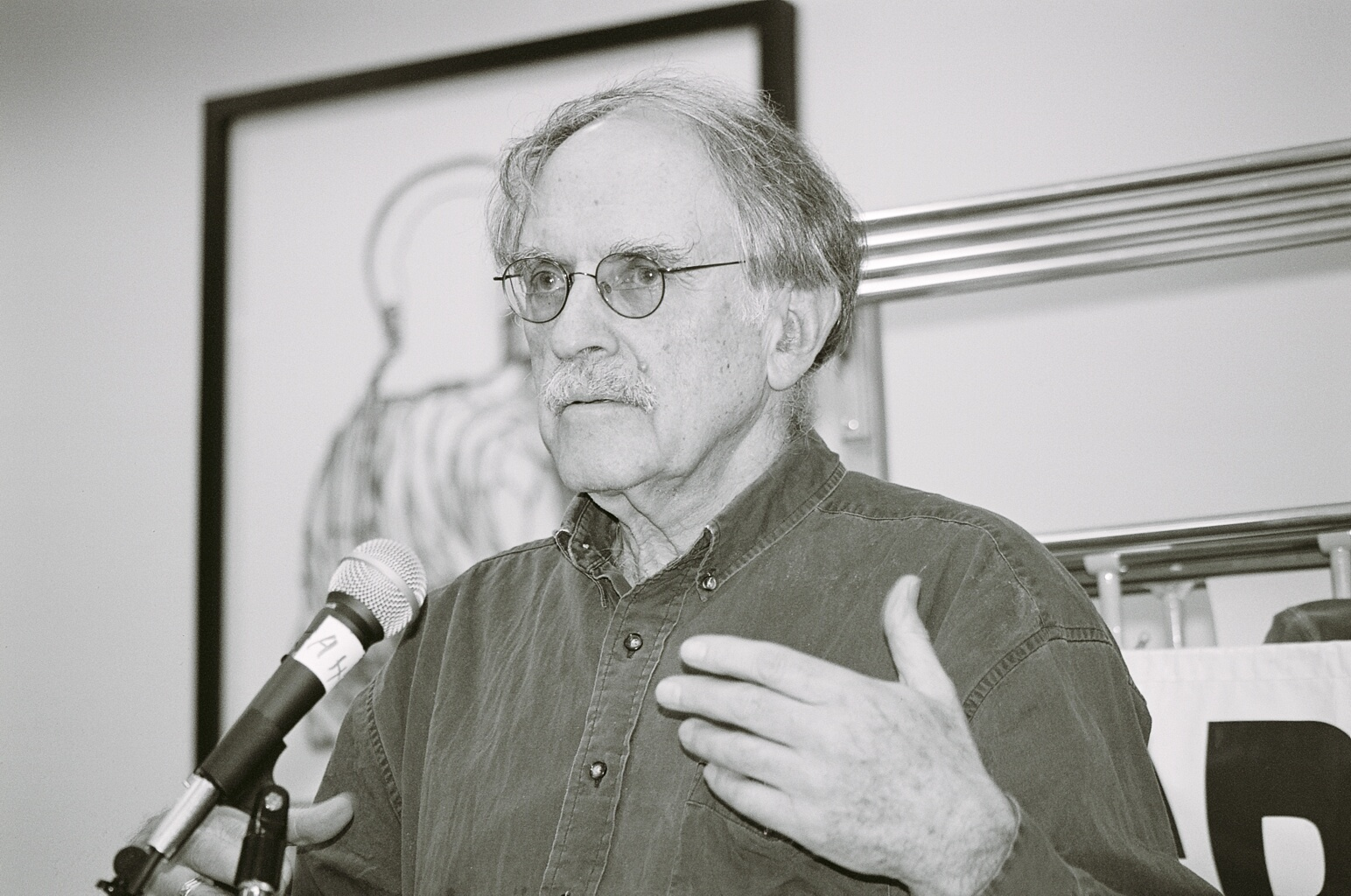
Joel Kovel (1936-2018) affirme l'existence d'un lien direct entre l'urgence climatique et les modes de production capitalistes.

Pour l'essayiste et pionnier de l'écosocialisme Joel Kovel, la plupart des groupes d'experts évitent de faire un lien entre la situation actuelle et le système capitaliste. L'auteur fait pourtant valoir que, bien que l'humanité ait existé depuis des millénaires, la concentration de CO2 n'est devenue dangereuse qu'au cours du XXe siècle, tandis que le capitalisme connaissait un essor considérable. Aussi juge-t-il qu'attribuer la responsabilité de la crise climatique à l'« être humain » en général constitue une affirmation dont la vérité n'est que partielle. Comme Hervé Kempf, Daniel Tanuro et biens d'autres, il juge nécessaire de nommer le lien direct qui existe entre l'urgence climatique et les modes de production capitalistes. Pour la même raison, les auteurs Andreas Malm et Frédéric Lordon préfèrent parler de « capitalocène ».
Dans cette perspective, les écosocialistes pensent que le « capitalisme vert », soit la conciliation entre une économie capitaliste et la protection de l'environnement, est tout bonnement impossible. Pour eux, la logique d'abondance sur laquelle repose le modèle capitaliste est intrinsèquement liée à la surconsommation et, par extension, au gaspillage et à la surexploitation des ressources naturelles. Voilà pourquoi ils estiment que toute tentative de réformer le système capitaliste, notamment par des mesures d'« écofiscalité » ou par un « marché des droits à polluer », représente une réponse  insuffisante à la crise climatique. Le philosophe Michael Löwy, figure du proue du mouvement, dénonce par ailleurs l'inefficacité des opérations comme les conférences de Rio et le Protocole de Kyoto, qu'il qualifie de « tragi-comique[s]. »
L'écosocialisme est par conséquent radical, en ce sens qu'il « se propose d'aller à la racine du [problème écologique] » en contestant le système économique en place. À l'instar de l'écoanarchisme de Murray Boockchin ou de l'écologie profonde de Arne Næss, il se pose en courant révolutionnaire, fermement anticapitaliste. Sa spécificité réside, cependant, dans son association du concept de « dépassement du capitalisme » au socialisme. On la retrouve explicitement dans le Manifeste écosocialiste international de 2001, texte programmatique du mouvement[source insuffisante].

« […] même inaccomplie, la notion de socialisme représente encore le dépassement du capitalisme. Si le capital est vaincu, tâche qui revêt aujourd’hui l’urgence de la survie même de la civilisation, le résultat ne pourra être que le socialisme, puisque ce terme est celui qui désigne la rupture et le passage vers une société postcapitaliste. »

— Manifeste écosocialiste international de 2001
Les écosocialistes partagent donc entre eux cette idée que le renversement du capitalisme doit absolument s'incarner dans une révolution socialiste. Cette dernière représente, d'après leur grille d'analyse, la seule alternative au capitalisme. Cela explique que les projets révolutionnaires proposés par les anarchistes, par exemple, soient vivement critiqués par Kovel ou Arno Münster, qui leur reprochent d'être « utopiques »,.

### Subordonner la valeur d'échange à la valeur d'usage
Au sein d'une économie capitaliste, la production est strictement guidée par la recherche de croissance et la valeur d'échange. Ce modèle a été décrit très tôt par le sociologue Max Weber comme étant fondamentalement « non-éthique » - c'est-à-dire indifférent aux projets et aux finalités humains -, puisqu'il ne prend compte que du calcul des pertes et des gains.
L'économiste James O'connor définit comme écosocialistes les mouvements souhaitant subordonner la valeur d'échange à la valeur d'usage, en organisant la production en fonction des besoins sociaux et des exigences de la protection de la nature. Dans cette perspective, l'épanouissement des individus par le loisir, la créativité ou la participation à la vie politique, de même que le besoin, pour tout un chacun, d'habiter un environnement viable, importent davantage que l'accumulation des biens, et dictent la planification économique à la place du principe de croissance infinie.

### Relations avec les autres tendances de l'écologie politique
À l'image des autres tendances de l'écologie politique, l'écosocialisme dénonce la marchandisation et l'exploitation des ressources naturelles. Cependant, la plupart de ses tenants tendent à rejeter la distinction souvent opérée entre l'environnement « naturel » et un environnement dit « artificiel », résultant des productions humaines. Pour eux, ces espaces sont interreliés, entremêlés et soumis aux conséquences des mêmes activités de production. il n'y a, chez les écosocialistes, qu'un seul « environnement de vie » englobant l'humanité comme tout le reste du vivant, et présentant des aspects très divers (nature, ville, société, animaux, etc.).
Un autre trait distinctif de l'écosocialisme, mentionné précédemment, est qu'il pose la révolution socialiste comme seule alternative écologique conséquente au productivisme.

### Faire apparaître la cohésion: un tri nécessaire
La constitution même du courant nommé « écologie politique » est à l'origine de l'état disparate des thèses qui s'y côtoient. En France, le courant s'étant constitué comme une alternative au verrouillage idéologique opéré dans le paysage politique aussi bien à gauche (dominée par la doctrine venue d'URSS) qu'à droite (gaullisme).
La mise en cohérence nécessite de tisser des liens entre les différentes thématiques de l'écologie politique (revenu universel, question du travail, préservation de l'environnement de vie, critique de la technique, prolétarisation, numérique, etc. ). André Gorz a fourni de nombreuses pistes en étant l'un des penseurs les plus prolifiques et les plus hétéroclites : il a permis de tisser des ponts et ainsi de poser des bases pour une cohérence d'ensemble.

#### Vers l'écosocialisme
Sur ces bases consistant à faire apparaître la cohérence, il apparaît plusieurs points :

##### Pensée écosocialiste et environnement
La question de l'« environnement naturel » se trouve vidée de sens. En effet, la distinction entre « environnement naturel » et « environnement artificiel » (issu de la production de l'être humain) est une séparation impossible à mener tant les deux sont mêlés l'un à l'autre dans un environnement plus global : l'« environnement de vie » des êtres humains. Cette indistinction permet de réintroduire des questions comme celles de l'urbanisme, des conditions de vie et de travail, mais aussi celles liées aux systèmes sociaux (santé, culture, etc. ) comme des questions fondatrices de l'écologie politique en tant que constitutives de l'environnement de vie de l'être humain. L'écologie politique n'a pas à être réduite à la « protection de la nature » car elle est l'écologie de l'environnement de vie des êtres humains.
L'introduction de problématiques liées à l'environnement de vie rend incontournable la question du régime politique et de la structure sociale dans le projet constitutif de l'écologie politique. Cette prise en compte permet de rejeter toutes les dérives écofascistes, malthusiennes et réactionnaires qui se réclament de l'écologie au nom de la protection de la nature. La question de la société et du régime politique (comme constitutifs de l'environnement de vie de l'être humain) réintroduit des questions comme celles de la liberté, de la République et de la laïcité. Par ce point, il apparaît clairement que l'écologie politique est une préfiguration de l'écosocialisme au sens où elle intègre la perspective de Jean Jaurès montrant que le socialisme est l'aboutissement de la République.

### La question du pouvoir
La question du pouvoir (au sein de la société) est liée à diverses problématiques. Elle est bien sûr présente dans la question "quel type de société ?", mais elle s'introduit parallèlement via diverses thématiques portées par l'écologie politique : la question de la mise en circulation des techniques issues de la recherche, Internet et le numérique, et enfin la question du revenu/salaire à vie. Dans toutes ces thématiques, la problématique de la gestion du pouvoir met en avant deux schémas distincts : un schéma de verticalité pyramidale, basée sur le pouvoir de position d'intermédiaire, et un schéma de collaboration et de circulation. L'un des schémas infantilise et isole l'individu de ses semblables, le met en position de mineur social (mineur qui doit donc être guidé par un supérieur) ; l'autre schéma repose sur le collectif en montrant que le pouvoir n'est pas individuel, mais il est celui d'un réseau d'individus échangeant entre eux, un réseau où la connaissance circule librement ; la notion de citoyenneté y est donc liée à celle du lien social. La question du pouvoir fonctionnel et de son hétéronomie fait l'objet du livre d'André Gorz Adieux au Prolétariat, au-delà du socialisme où Gorz explique qu'au nom de la catégorie hégélienne "Prolétariat", devant prétendument accomplir l'Histoire, les hommes et les femmes prolétaires ont été sacrifiés (le terme "socialisme" faisant référence au socialisme officiel édicté par l'URSS).

### Émanciper le travail
"Revenu à vie ou salaire à vie ?" La thématique demanderait un développement très important, mais l'essentiel est de comprendre que trancher cette question ne peut se faire en "interne" de ces problématiques et qu'il est nécessaire d'y introduire d'autres perspectives pour prendre position. Le travail de Bernard Friot est sur ce plan une approche nouvelle. Il met en perspective l'enjeu de pouvoir lié à la détermination, au sein de la société, de la création de la "valeur économique" (ie. "valeur d'échange" chez Marx). De tout temps, le groupe social (prêtres, princes, oligarques d'URSS ou actionnaires et investisseurs capitalistes) qui a détenu le pouvoir de déterminer, au sein de la société, ce qui a de la valeur économique, et combien, a le pouvoir au sein de la société humaine. Cette introduction de la thématique du pouvoir permet de mettre en perspective un schéma (celui du "revenu") où l'individu perçoit une rente et où il n'est qu'un être de besoin face à un autre schéma (celui du "salaire") où l'individu crée de la valeur économique par son travail, (production de valeur économique à laquelle la notion de salaire est liée). La question est donc de savoir si l'objectif de l'écosocialisme est de fonder une société de rentiers à vie ou une société d'individus qui produisent, mettent en commun la valeur économique créée et se la répartissent par d'autres règles que les règles actuelles. Toujours sur cette voie, Bernard Friot montre l'alternative révolutionnaire que représente la Sécurité Sociale en France en tant qu'organisme qui prend une part de la valeur ajoutée produite chaque année par les producteurs (travailleurs) et la redistribue sans entretenir de rentiers (c'est-à-dire des personnes ne produisant rien, mais ponctionnant une partie de la valeur économique produite par les autres, cette part s'appelant précisément un "revenu" par opposition au "salaire"). Par ces multiples implications, la thématique du pouvoir ouvre à un approfondissement de la citoyenneté au cœur de l'écosocialisme où le citoyen n'est plus seulement un créateur de la société par son vote (et donc les lois), mais où il est également créateur de la société par sa production concrète sur laquelle il aurait un droit de regard direct.

## Origines et évolutions

### Les relectures de Marx et de Engels: rupture avec le marxisme officiel

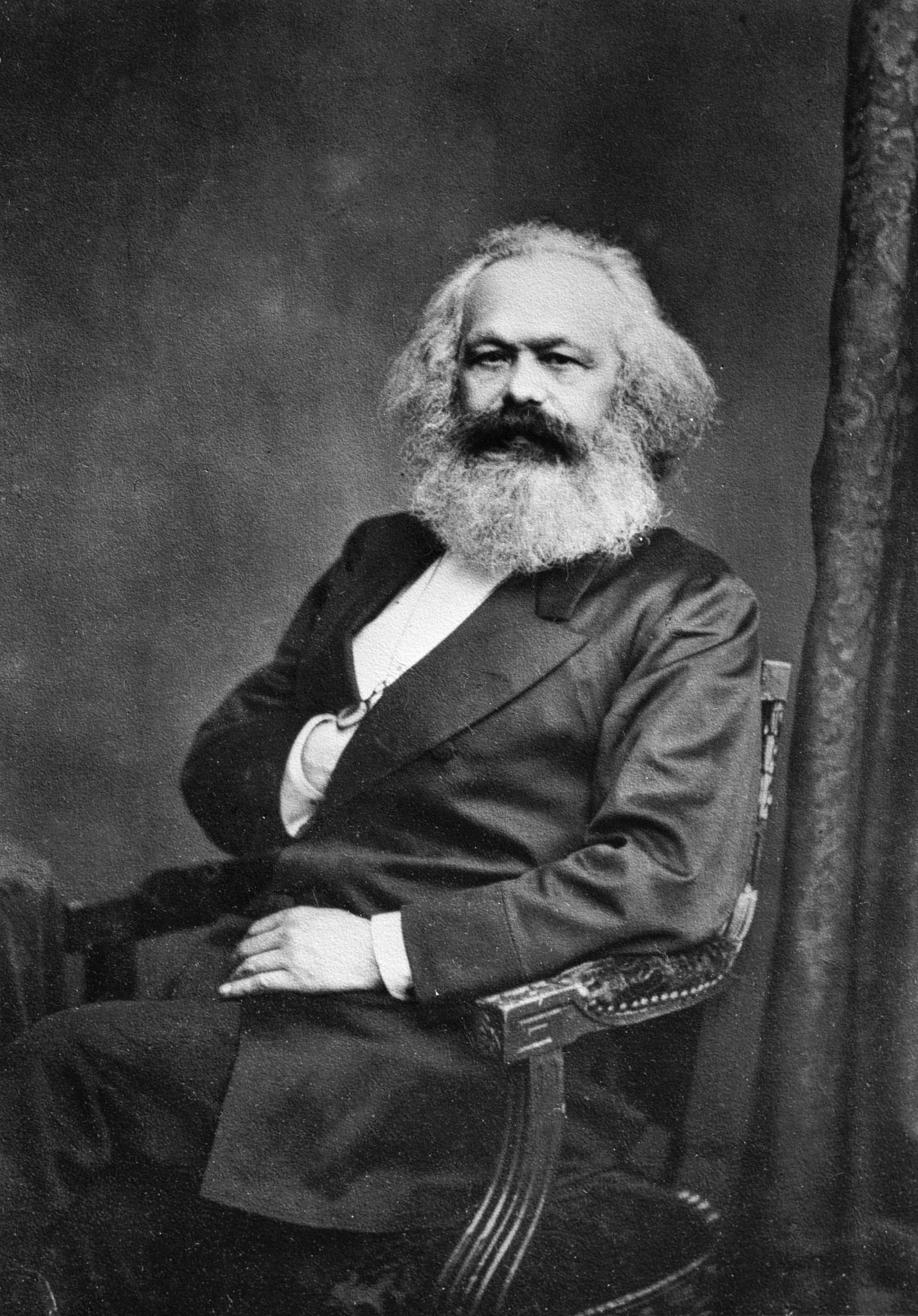
La doctrine de Karl Marx (1818-1883) est au fondement de la réflexion écosocialiste.

La doctrine de Karl Marx et de Friedrich Engels est au fondement de l'écosocialisme. Toutefois, la nature de l'héritage de ces auteurs est perçue différemment par les membres du mouvement. Alors que certains critiquent la présence, dans leurs œuvres, d'un éloge du progrès technique et de la maîtrise rationnelle de l'environnement, d'autres estiment que le marxisme est une idéologie compatible avec l'écologie politique,, voire qu'elle est carrément écologiste,. On comprend dès lors que l'exploitation des ressources naturelles par les régimes s'étant réclamés du socialisme ou du communisme ait été jugée autrement par les uns et par les autres, pouvant être interprétée soit comme la manifestation d'une vision productiviste « implicite » dans des textes comme le Capital ou comme une « trahison » de la doctrine marxiste.
Pour le philosophe Pierre Charbonnier, si ces controverses interprétatives importent pour comprendre l'orientation générale de l'écosocialisme, elles ont aussi tendance à verser dans une « marxologie pas toujours nécessaire ». À cet égard, Cornelius Castoriadis insiste sur le risque inhérent au fait de dresser un bilan du marxisme en séparant théorie et histoire, de façon à placer, d'un côté, les textes de Marx, et de l'autre, les socialismes « réellement existants » :

« Vouloir retrouver le sens du marxisme exclusivement dans ce que Marx a écrit, en passant sous silence ce que la doctrine est devenue dans l'histoire, c'est prétendre, en contradiction directe avec les idées centrales de cette doctrine, que l'histoire réelle ne compte pas, que la vérité d'une théorie est toujours et exclusivement « au-delà », et finalement remplacer la révolution par la révélation et la réflexion sur les faits par l'exégèse des textes. »

— Cornelius Castoriadis, L'institution imaginaire de la société
Selon Castoriadis, le tournant productiviste du régime soviétique s'explique surtout par le fait que le discours de Marx et de Engels sur le progrès technique est ambigu. Tout en contenant certaines idées écologiques, il porte aussi, affirme-t-il, les germes d'un projet de maîtrise rationnelle de la nature. Cette ambiguïté aurait contribué à faire coexister des lectures variées, voire conflictuelles, du rapport des deux penseurs à la nature.
Bien qu'il attribue plutôt le productivisme des socialismes existants à des « effets divers du sous-développement dans un contexte d’hostilité des pouvoirs capitalistes », Michael Löwy affirme lui aussi que les écrits de Marx et de Engels sur l'environnement sont ambigus et se prêtent à des interprétations diverses ; il ajoute que, quoiqu'on puisse y lire, la question écologique n'y occupe pas une place centrale. Selon ses dires, l'écosocialisme ne saurait être décrit comme une reprise du marxisme à proprement parler, bien qu'il s'en inspire. Il s'agirait plutôt de son « prolongement ». L'environnementaliste Daniel Tanuro, dans le même esprit, dit de l'écologie de Marx qu'elle constitue un travail « inachevé » que l'écosocialisme se donne la mission de poursuivre.
Quoi qu'il en soit, la réappropriation écologiste du marxisme a longtemps contredit l'interprétation de Marx et de Engels adoptée par les partis communistes « traditionnels », et s'est constituée en opposition aux intérêts productivistes du régime soviétique. Pour cette raison, l'écosocialisme a été, dès ses premiers balbutiements, une alternative au marxisme officiel et la source de lectures de Marx et de Engels nouvelles.

#### Marx, écologiste?

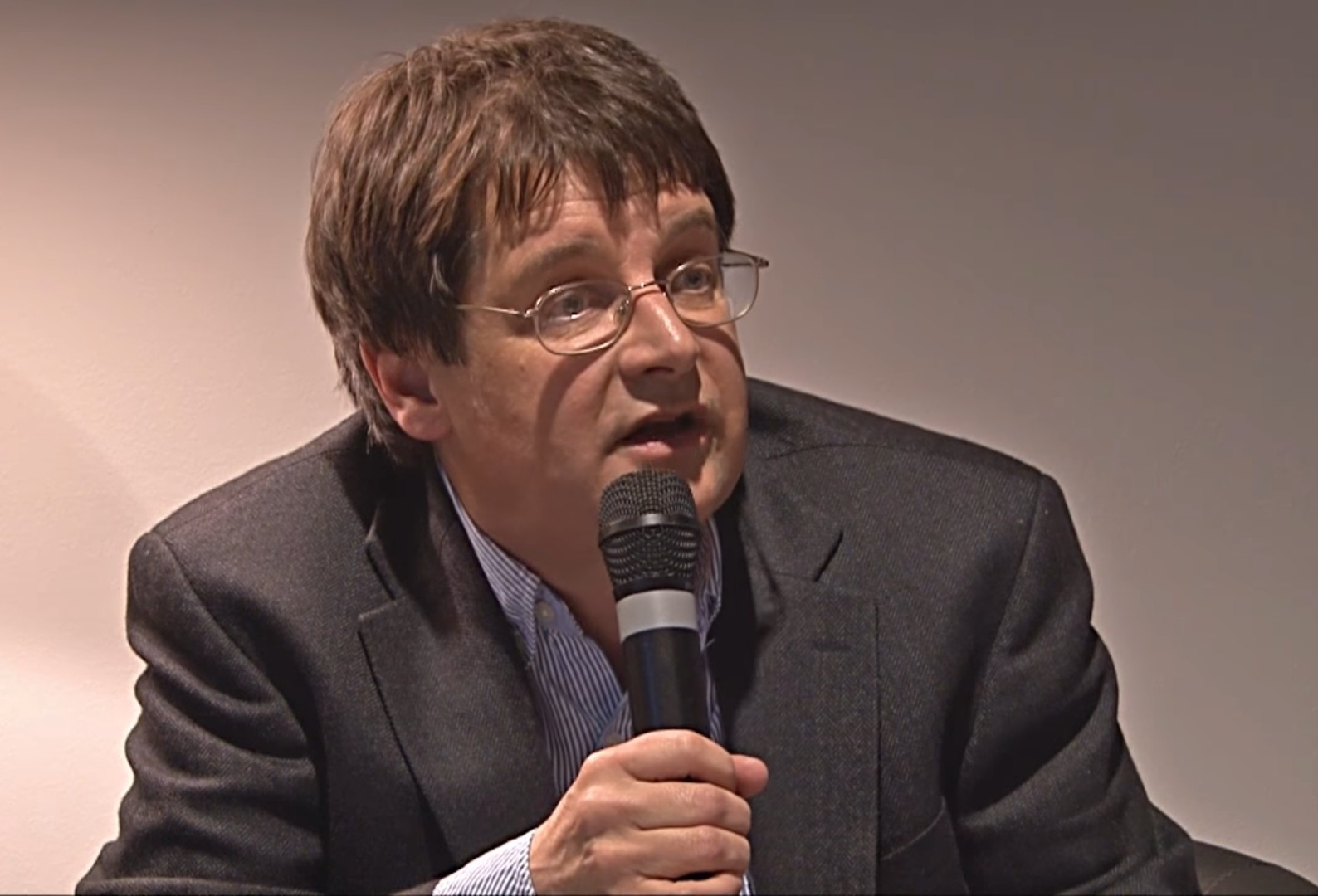
Selon John Bellamy Foster (1953-), les œuvres de Marx et de Engels portent une réflexion écologiste.

Dans ses travaux, le sociologue John Bellamy Foster s'est donné pour tâche de déconstruire l'interprétation selon laquelle Marx et Engels auraient été les partisans inconditionnels du progrès technique et de l'exploitation des ressources naturelles. Selon lui, les œuvres de ces-derniers portent au contraire une pensée écologiste, articulée autour des concepts de « métabolisme », de soutenabilité et de co-évolution humaine et naturelle.
Foster dénote dans plusieurs écrits de Marx l'idée que les rapports sociaux sont ancrées dans la nature, que les environnements humain et naturel sont intrinsèquement liés et ne doivent pas être pensés séparément. Il appuie cette interprétation sur des passages du Capital, dont celui-ci :

« Dans l’agriculture moderne, de même que dans l’industrie des villes, l’accroissement de productivité et le rendement supérieur du travail s’achètent au prix de la destruction et du tarissement de la force de travail. En outre, chaque progrès de l’agriculture capitaliste est un progrès non seulement dans l’art d’exploiter le travailleur, mais encore dans l’art de dépouiller le sol ; chaque progrès dans l’art d’accroître sa fertilité pour un temps, un progrès dans la ruine de ses sources durables de fertilité. Plus un pays, les États-Unis du nord de l’Amérique, par exemple, se développe sur la base de la grande industrie, plus ce procès de destruction s’accomplit rapidement. La production capitaliste ne développe donc la technique et la combinaison du procès de production sociale qu’en épuisant en même temps les deux sources d’où jaillit toute richesse : La terre et le travailleur. »

— Karl Marx, Le Capital, Livre I
Cet extrait traduit, pour Foster, l'existence d'un lien direct entre l'économie et la nature dans la pensée de Marx et de Engels. Ainsi, dans l'exemple ci-haut, l'agriculture capitaliste, en ruinant les conditions du renouvellement de la fertilité des sols, a un impact immédiat sur le « métabolisme » que forment la société et l'environnement. Le rapport entre les activités économiques et la nature apparaît sous la forme d'une codépendance, les unes influant sur l'autre. Du moment où on accepte cette interprétation, il est permis de croire que Marx et Engels étaient conscients, dans une certaine mesure, de l'impact nocif de l'industrie sur l'environnement en général. Un autre passage, trouvé chez Engels, abonde dans ce sens :

« Ainsi les faits nous rappellent à chaque pas que nous ne régnons nullement sur la nature comme un conquérant règne sur un peuple étranger, comme quelqu’un qui serait en dehors de la nature, mais que nous lui appartenons avec notre chair, notre sang, notre cerveau, que nous sommes dans son sein et que notre domination sur elle réside dans l’avantage que nous avons sur l’ensemble des autres créatures de connaître ses lois et de pouvoir nous en servir judicieusement. »

— Friedrich Engels, Dialectique de la Nature
En outre, Foster déduit, à partir de sa lecture du livre III du Capital, que la notion de « propriété collective » de Marx prend en compte les êtres humains qui ne sont pas encore nés. Ce faisant, il fait un lien entre elle et le principe écologiste de soutenabilité sociale, selon lequel « la satisfaction des besoins humains ne doit pas hypothéquer les générations futures ».
Ces arguments, corroborés par Kohei Saito et Paul Burkett, amènent plusieurs écosocialistes à qualifier la doctrine de Marx et de Engels d'« écologiste ». Pour ces membres du mouvement, la relecture de ces auteurs par Foster et ses collègues rend caduc le besoin de faire converger écologie politique et marxisme, puisqu'elle montre que les deux sont, en réalité, complètement liés.

#### L'interprétation des Manuscrits de 1857-1858
La relecture des Manuscrits de 1857-1858 - dits Grundrisse -, publiés en 1938, occupe une place importante dans les controverses interprétatives qui entourent le lien entre marxisme et écologie politique.
Sur ce point, Moishe Postone est l'un des auteurs les plus avancés ; en effet, même si les conclusions sur la suppression du travail peuvent être discutées, il reste que la relecture de Marx faite par Postone (cf. notamment la théorie critique de Marx) permet la rupture d'avec les courants marxistes dits « traditionnels » en montrant les impasses d'une lecture trop superficielle de Marx.
Cette relecture met l'accent sur la nature du travail, sur la valeur et sur l'organisation sociale de la production ; et elle montre notamment, de façon éclairante, en quoi le soviétisme et le « marxisme officiel » propagé par l'URSS fut en réalité, non pas une « critique de l'économie politique » (ie. une critique des fondements du capitalisme, qui est le véritable travail mené par Marx), mais une « économie politique critique » (ie. une théorie reprenant les principes capitalistes sous d'autres formes d'organisations sociales et politiques). On désigne aussi cette « économie politique critique » par « marxisme ricardien » pour souligner le fait que les courants marxistes traditionnels n'ont fait que retenir le changement de propriété de l'appareil de production, alors que la critique menée par Marx repose sur la nature même de l'appareil de production et sur la nature spécifique du travail sous le capitalisme.
L'explication tient au fait que les Grundrisse sont la clé pour comprendre Le Capital, car dans les Grundrisse Marx montre qu'en écrivant le Capital, il se place dans une position interne au capitalisme (c'est-à-dire dans un contexte spécifique sur le plan historique). Sans cette clé donnée par Marx dans les Grundrisse, le contenu du Capital apparaît alors comme une analyse transhistorique (vraie à toutes les époques) ce qui est faux et contradictoire avec le travail de Marx. Mais la publication tardive des Grundrisse (en 1938) a rendu impossible cette lecture de Marx qui fut celle de la IIe Internationale, puis de la IIIe Internationale, dominée par l'URSS. Aujourd'hui, à la lumière de ces faits, il est donc clair que le soviétisme n'a pas pu créer une alternative de société post-capitaliste puisqu'il reposait sur des fondements identiques, et le « marxisme officiel » de l'URSS n'a été qu'un marxisme ricardien, en contradiction avec le réel travail de Marx.
Cela ne fait pas pour autant des Grundrisse le texte de Marx le plus en phase avec une réflexion écosocialiste, puisque d'après Michaël Löwy, ce potentiel écosocialiste est finalement plus fort dans le Capital lui-même que dans les Grundrisse, du fait de l'influence exercée entretemps sur Marx par la réflexion de Liebig sur l'épuisement des sols.

### Les réflexions de Walter Benjamin sur le progrès

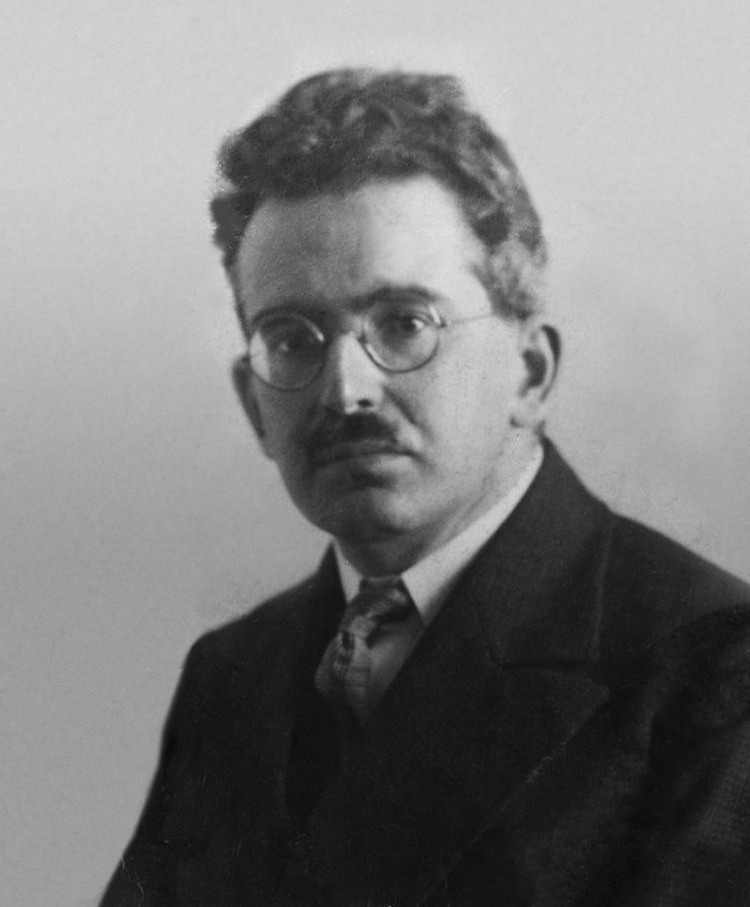
Selon Michael Löwy, les réflexions de Walter Benjamin (1892-1940) peuvent être considérées comme précurseurs de l'idéologie écosocialiste.

Selon Michael Löwy, les réflexions de Walter Benjamin peuvent être considérées comme précurseurs de l'idéologie écosocialiste. Dans Sens unique (1928), le penseur rattaché à l'École de Francfort oppose à une lecture « évolutionniste » de l'histoire son pessimisme. À l'inverse des marxistes orthodoxes, pour qui les « contradictions » entre les forces et les rapports de production capitalistes doivent naturellement conduire à une révolution socialiste, Benjamin prévoit que le progrès ininterrompu de la technique et la recherche de croissance entraîneront plutôt une catastrophe : « Il faut couper la mèche qui brûle avant que l'étincelle n'atteigne la dynamite ». Le dépassement du capitalisme apparaît dès lors, dans sa pensée, plus comme l'interruption du progrès technique que comme son résultat. Aussi compare-t-il la révolution à un « frein d'urgence ».

« Marx a dit que les révolutions sont la locomotive de l'histoire mondiale. Peut-être que les choses se présentent autrement. Il se peut que les révolutions soient l'acte par lequel l'humanité qui voyage dans le train tire le frein d'urgence. »

— Walter Benjamin, Gesammelte Schriften I, 3
Cette conception non-linéaire de l'histoire amène Benjamin à évaluer favorablement certaines sociétés prémodernes, que jugeraient « dépassés » ceux pour qui l'humanité progresse toujours vers le meilleur. Suivant ses observations, on trouve dans le passé - et particulièrement dans la Préhistoire - des communautés avec un rapport à la nature exemplaire, bien plus harmonieux que dans la société bourgeoise : « Les plus vieux usages des peuples semblent nous adresser comme un avertissement : nous garder du geste de cupidité quand il s'agit d'accepter ce que nous reçûmes abondamment de la nature. »
Selon Benjamin, le socialisme doit s'inspirer de ces sociétés prémodernes pour proposer une nouvelle harmonie entre l'humain et son environnement. Ainsi, l'auteur accueille positivement l'utopie communautaire de Charles Fourier, qu'il intègre à sa philosophie à titre de complément au marxisme. Il ne s'agit pas, pour lui, de répéter le passé ou de cultiver une nostalgie pour la Préhistoire, mais bien d'imaginer une nouvelle organisation des êtres humains et de leurs modes de production - une nouvelle utopie socialiste - en s'inspirant de ce qui a précédé l'époque bourgeoise.
En somme, même si sa pensée ne s'inscrit pas directement dans un projet « écosocialiste », Walter Benjamin émet dans son œuvre des réserves sur le marxisme qui préfigurent la posture particulière de plusieurs écosocialistes - à la fois héritiers de Marx et critiques de ce qu'ils interprètent comme sa vision du progrès. En considérant la technique comme un problème philosophique et politique à part entière, en appréhendant les conséquences d'un développement technologique sans fin sur l'environnement, Benjamin a en effet ouvert la voie à un socialisme « hétérodoxe » et écologiste.

### Émergence du mouvement dans les années 1970
Le projet d'une écologie socialiste ou d'un « socialisme vert » est apparu dans les années 1970. Cette décennie fut marquée par un essor de l'intérêt accordé à l'écologie politique, qui s'est concrétisé dans la création d'organisations comme Les Amis de la Terre (1970) ou Greenpeace (1971) et dans la première célébration du Jour de la Terre (1970). En France, c'est au cours de cette période que se sont rencontrés écologistes et militants radicaux formés par le syndicalisme étudiant de Mai 68.
De nombreux travaux théoriques « rouge-verts » ont vu le jour au sein de cette conjoncture, certains, comme ceux d'André Gorz, influençant directement des associations militantes. En Allemagne de l'Est, Rudolf Bahro a consacré deux ouvrages à une alternative socialiste et écologique au modèle soviétique.
Le terme d'« écosocialisme » lui-même est employé par le scientifique Joël de Rosnay en 1975, pour décrire « une convergence des grandes politiques économiques et sociétales vers la protection de l'environnement »,, puis par les porte-paroles du Parti vert allemand au cours des années 1980. D'après Michael Löwy, il se répand dans la gauche écologiste radicale au cours de cette seconde décennie.

### 2010 à aujourd'hui
Les décennies 2010 et 2020 ont été marquées par une montée en popularité du terme « écosocialisme », dont se revendiquent maintenant des formations politiques de gauche comme La France insoumise, le Nouveau Parti Anticapitaliste ou le Parti socialiste de Belgique. L'écrivaine Naomi Klein a même utilisé le qualificatif d'« écosocialiste » pour décrire le Green New Deal du Parti démocrate aux États-Unis. D'après le philosophe Frédéric Lordon, qui dit se reconnaître dans les idées de Michael Lowy, cette situation montre que l'appellation, notamment parce qu'elle est « infiniment moins chargée » que celle de « communisme », est susceptible d'être recyclée par des personnes et des mouvements qui ne partagent pas la radicalité de ses fondateurs. Aussi préfère-t-il le terme d'« éco-léninisme » proposé par Andreas Malm.

## Mouvements politiques liés à l'écosocialisme
Les écosocialistes sont fréquemment nommés verts rouges, car ils reprennent l'analyse marxiste et s'opposent ainsi aux Verts traditionnels favorables à l'économie de marché et aux analyses néoclassiques.

### Quatrième Internationale

Logo de la Quatrième Internationale

La Quatrième Internationale - Secrétariat unifié se revendique comme écosocialiste. Elle a notamment participé à cette orientation la Ligue communiste révolutionnaire, sous l'impulsion notamment de Michaël Löwy et Pierre Rousset. Ainsi, en France, le Nouveau Parti anticapitaliste inscrit l'écosocialisme dans ses principes fondateurs, de même que sa scission la Gauche anticapitaliste, plus tard membre d'Ensemble !. En Belgique, ce courant est représenté par la Gauche anticapitaliste et le Stroming voor een Antikapitalistisch Project.

### En Europe
Le terme « écosocialisme » est également utilisé par d'autres organisations européennes en dehors du marxisme révolutionnaire, par exemple au sein du Mouvement des objecteurs de croissance et du Parti de gauche (France), des Alternatifs (France), du Mouvement Demain (Belgique), de Izquierda Unida (Espagne), de SYRIZA (Grèce), de Gauche, écologie et liberté (Italie), et de Parti écologiste « Les Verts » (Portugal).
La notion d'écosocialisme est également utilisée par plusieurs organisations politiques scandinaves. En effet, l'Alliance de la Gauche verte nordique, fédérant l'Alliance de gauche finlandaise, le Parti de gauche suédois, le Mouvement des verts et de gauche islandais, le Parti populaire socialiste danois et le Parti socialiste de gauche norvégien se revendiquent comme écosocialistes. À cela, il faut ajouter la Liste de l'unité danoise.
Le 15 décembre 2013 à Madrid, le Congrès du Parti de la gauche européenne adopte la motion sur l'écosocialisme proposée par le Parti de gauche (France), l'Alliance Rouge-Verte (Danemark), SYRIZA (Grèce), le Bloc de gauche (Portugal), et Die Linke (Allemagne). Cette adoption promeut l'écosocialisme comme orientation idéologique majeure commune pour la gauche de transformation en Europe.

### En France
En France, l'écosocialisme, d'abord associé aux courants issus de la Quatrième Internationale - Secrétariat unifié, comme le NPA ou indirectement Ensemble, s'est ultérieurement répandu dans d'autres formations. Ainsi, le Parti de gauche organise en décembre 2012 à Paris des « assises pour l'écosocialisme », à l'issue desquelles il publie un manifeste intitulé « 18 thèses pour l'écosocialisme » et l'intègre dans sa plateforme politique lors de son congrès national de Bordeaux (mars 2013). En novembre 2016, le mouvement la France insoumise mené par Jean-Luc Mélenchon adopte officiellement le programme L'Avenir en commun dans lequel les idées de l'écosocialisme jouent un rôle important, même si le terme n'y figure nulle part. Parmi elles, la « règle verte constituée dans le cadre d'une planification écologique bien calculée : ne pas prélever sur la nature davantage que ce qu'elle peut reconstituer ni produire plus qu'elle ne peut supporter.[réf. nécessaire]

## Manifestes et textes programmatiques
Michael Löwy coécrit ainsi avec Joel Kovel le premier « Manifeste écosocialiste international » en 2001. Celui-ci servira de référence pour le « Réseau écosocialiste international » fondé à Paris en octobre 2007.
Lors du forum social mondial de Bélem en 2009, est rédigée la « Déclaration écosocialiste de Bélem ».

## Dans la culture médiatique
Le programme écosocialiste est souvent décrit au moyen d'une comparaison à une pastèque - vert à l'extérieur, rouge à l'intérieur. Cette analogie est parfois faite par les membres du mouvement eux-mêmes, voire par certains groupes écologistes moins radicaux, afin de résumer leur positionnement idéologique à un grand public. Mais elle est plus souvent employée par des détracteurs de l'écosocialisme, ou de l'écologie politique en général, afin de suggérer que les préoccupations environnementales de certains militants ou politiciens sont fausses et servent uniquement à dissimuler un agenda socialiste,.
Le titre d'un média se réclamant de l'écosocialisme, Watermelon Media, fait directement référence à la comparaison de l'idéologie à une pastèque.

## Figures associées à l'écosocialisme
- Juan Martinez Allier
- Elmar Altaver
- Ian Angus
- Rudolf Bahro
- Walter Benjamin
- Hugo Blanco
- Francisco Fernandez Buey
- Barry Commoner
- Corinne Morel Darleux
- Jean-Paul Déléage
- René Dumont
- Thomas Ebermann
- John Bellamy Foster
- Cy Gornik
- André Gorz
- Jean-Marie Harribey
- Pierre Juquin
- Naomi Klein
- Joel Kovel
- Michael Löwy
- Paul Magnette
- Andreas Malm
- Myriam Martin
- Jean-Luc Mélenchon
- Arno Münster
- James O'Connor (en)
- Jorge Riechman
- Manuel Sacristán
- Ariel Salleh
- Daniel Tanuro
- Rainer Trampert
- Terisa Turner
- Raymond Williams
- Frieder Otto Wolf

### Articles
- Laurent Garrouste, Nature, croissance, abondance
- Michael Löwy, « Qu’est-ce que l’écosocialisme ? »
- Daniel Tanuro, «Capitalisme, productivisme, socialisme réel et écosocialisme», site de la Ligue communiste révolutionnaire, [lire en ligne]
- Henri Pena-Ruiz, «L'écosocialisme, cette douce notion rassemblant justice sociale et refonte écologique», Marianne, 2019

### Ouvrages
- Jean-Hugues Barthélémy, La Société de l'invention. Pour une architectonique philosophique de l'âge écologique, Éditions Matériologiques, 2018
- Guillaume Desguerriers, Dominique Mourlane & Christian Gaudray, Comprendre l’écologie politique, UFAL, 2012  (ISBN 978-2-9541-8110-3)
- John Bellamy Foster, Marx écologiste, Éditions Amsterdam, 2011 (ISBN 978-2354800949)
- André Gorz, Capitalisme, socialisme, écologie : désorientations, orientations, Galilée, 1991, 233 p. (ISBN 978-2-7186-0383-4)
- « Lectures », EcoRev', vol. 41, no 2,‎ 2013, p. 137 (ISSN 1628-6391 et 2104-3760, DOI 10.3917/ecorev.041.0137, lire en ligne, consulté le 11 novembre 2021)
- Matthieu Le Quang, « L'écosocialisme comme alternative politique, sociale et écologique au capitalisme », cadtm,‎ 11 novembre 2021 (lire en ligne, consulté le 11 novembre 2021)
- dir. Michael Löwy, Capital contre nature, Presses universitaires de France, 2003, 217 p. (ISBN 978-2-13-053316-0)
- Daniel Tanuro, L'Impossible capitalisme vert, Paris, la Découverte, 2010, 300 p. (ISBN 978-2-35925-025-1)
- Daniel Tanuro, Trop tard pour être pessimistes ! Écosocialisme ou effondrement, Paris, Textuel, 2020, 324 p. (ISBN 978-2845978256)
- Michael Löwy, Étincelles écosocialistes, Éditions Amsterdam, Paris, 2024, 218 p.

### Documentaire/vidéographie
- Philippe Borrel, Les Insurgés de la Terre, Arte France, 2010, 54 min, voir en ligne.
- « Effondrement : plutôt couler en beauté que flotter sans grâce » (consulté le 11 novembre 2021)